# Ofeq 16
Ofeq 16 (hebräisch für Horizont 16) ist ein militärischer Aufklärungssatellit des Israelischen Verteidigungsministeriums. Wie alle anderen Satelliten der Ofeq-Gruppe wurde auch er von der Israel Aerospace Industries (IAI) gemeinsam mit der Raumfahrtabteilung des Verteidigungsministeriums gebaut, während die optischen Bestandteile von Elbit Systems kommen. Er wurde am 6. Juli 2020 gestartet und nahm wenig später seinen Betrieb auf.
Nach dem Start von Ofeq 11 im September 2016 wurden keine weiteren Startversuche von Israel beobachtet. Es ist unklar, warum auf 11 die Nummer 16 folgt. Möglicherweise wurden die Nummern 12, 13, 14 und 15 Satelliten zugeordnet, die noch gestartet werden.

## Entwicklung und Start
Die Mission Ofeq 16 war der zwölfte bekannte Orbitalstart Israels und der neunte, dessen Nutzlast eine Umlaufbahn erreicht hat. Der Start fand am 6. Juli 2020 um 04:00 Uhr Ortszeit (01:00 UTC) vom Palmachim-Luftwaffenstützpunkt (YAVNE) an der israelischen Küste statt, von dem aus alle israelischen Orbitalstarts bis dahin durchgeführt wurden. Da Israels einzige Küste im Westen liegt und ein Überfliegen der Nachbarländer vermieden werden soll, flog die Shavit-Raketen nach Westen und zielte auf eine selten praktizierte rückläufige (retrograde) Umlaufbahn. Der Start war Israels erster Launch seit September 2016 mit dem Satelliten Ofeq 11 als Nutzlast. Die Datenübertragung Satelliten begann nach dem Start planmäßig.
Amos Yadlin, ehemaliger Chef des israelischen Militärgeheimdienstes Aman, schrieb, Ofeq 16 verleihe Israel besondere strategische und geheimdienstliche Fähigkeiten. Dies sei vor allem bedeutsam „in diesen Tagen, in denen sich eine mögliche Eskalation mit dem Iran abzeichnet“.

## Fähigkeiten
Wie bei militärischen Satelliten üblich, sind die genauen Fähigkeiten von Ofeq 16 nicht öffentlich bekannt. Wie seine Vorgänger ist Ofeq 16 mit elektrooptischen Sensoren ausgestattet, die dem israelischen Verteidigungsministerium hochauflösende Bilder der Erde zur Verfügung stellen. Nach Medienberichten haben die bildgebenden Sensoren eine Auflösung von 0,5 Metern. Ofeq 16 ist auf der Plattform IMPS-2 aufgebaut, dreiachsenstabilisiert und mit zwei Solarpaneelen zur Stromversorgung ausgestattet.